# Кубок Молдавської РСР з футболу
Кубок Молдавської РСР з футболу — кубковий турнір в МРСР, що проводився паралельно з Кубком СРСР. Як правило, участь у ньому брали команди колективів фізкультури. На місцевому рівні змагання були досить популярними. Турнір проводився щорічно з 1945 по 1991 рік, за винятком 1981—1983 років.
Перемога в Кубку Молдавської РСР дозволяла команді-переможцю взяти участь у всесоюзних змаганнях. З 1949 по 1956 рік переможці республіканського турніру грали в Кубку Радянського Союзу, а починаючи з 1957 року — в Кубку СРСР серед колективів фізичної культури. 1975 року кишинівське «Динамо» дійшло до півфіналу Кубка СРСР серед КФК. Ще три молдавські команди виходили до чвертьфіналу: команда КСГІ (двічі), тираспольський «Темп» та кишинівський «Молдавгідромаш».
За час проведення змагань трофей здобували 23 команди з 10 населених пунктів. Всього ж до фіналів змогли потрапити 47 клубів. Найбільша кількість перемог у Кубку на рахунку кишинівського «Динамо» — шість. П'ять разів трофей здобували студенти Кишинівського сільськогосподарського інституту ім. М. В. Фрунзе.

## Фінали Кубка
| Рік  | Володар                     | Фіналист                      | Рахунок              |
| ---- | --------------------------- | ----------------------------- | -------------------- |
| 1945 | «Динамо» (Кишинів)          | Збірна міста Тирасполя        | 2:1                  |
| 1946 | «Динамо» (Кишинів)          | «Спартак» (Кишинів)           | 3:2                  |
| 1947 | «Динамо» (Кишинів)          | «Динамо» (Бендери)            | 3:0                  |
| 1948 | БО (Бєльці)                 | «Буревісник» (Бендери)        | 2:1                  |
| 1949 | «Локомотив» (Кишинів)       | «Спартак» (Бєльці)            | 2:1                  |
| 1950 | «Буревісник» (Бендери)      | «Червоний прапор» (Кишинів)   | 9:0                  |
| 1951 | «Червоний прапор» (Кишинів) | «Буревісник» (Бендери)        | 2:1                  |
| 1952 | «Буревісник» (Бендери)      | «Червоний прапор» (Кишинів)   | 6:1                  |
| 1953 | «Динамо» (Кишинів)          | «Буревісник» (Бендери)        | 2:1                  |
| 1954 | «Локомотив» (Унгени)        | «Буревісник» (Бендери)        | 5:2                  |
| 1955 | Команда КСГІ                | «Буревісник» (Бендери)        | 2:0                  |
| 1956 | «Буревісник» (Бендери)      | Команда КСГІ                  | 1:0                  |
| 1957 | Команда КСГІ                | «Спартак» (Тирасполь)         | 3:0                  |
| 1958 | «Локомотив» (Кишинів)       | «Урожай» (Рибниця)            | 5:1                  |
| 1959 | Команда КСГІ                | Консервний завод ім. Ткаченка | 2:2, 4:1             |
| 1960 | Команда КСГІ                | Команда міста Тирасполя       | 1:0                  |
| 1961 | «Молдавкабель» (Бандери)    | «Райпромкомбінат» (Липкани)   | 5:3                  |
| 1962 | «Молдавкабель» (Бандери)    | «Віброприлад» (Кишинів)       | 1:0                  |
| 1963 | «Волна» (Кишинів)           | Механічний завод (Дубоссари)  | 6:1                  |
| 1964 | «Темп» (Тирасполь)          | «Локомотив» (Бєльці)          | 2:1                  |
| 1965 | «Трактор» (Кишинів)         | «Темп» (Тирасполь)            | 4:2                  |
| 1966 | «Віброприлад» (Кишинів)     | «Темп» (Тирасполь)            | 1:0                  |
| 1967 | «Трактор» (Кишинів)         | «Енергія» (Тирасполь)         | ?:?                  |
| 1968 | «Темп» (Тирасполь)          | «Харчовик» (Бєльці)           | 5:0                  |
| 1969 | «Темп» (Тирасполь)          | «Віброприлад» (Кишинів)       | 5:1                  |
| 1970 | «Харчовик» (Бендери)        | «Труд» (Бєльці)               | 2:1                  |
| 1971 | «Харчовик» (Бендери)        | «Будівельник» (Бєльці)        | 4:2                  |
| 1972 | «Харчовик» (Бендери)        | «Автомобіліст» (Оргіїв)       | 2:0                  |
| 1973 | «Політехнік» (Кишинів)      | «Харчовик» (Бендери)          | 4:2                  |
| 1974 | «Динамо» (Кишинів)          | «Чайка» (Бендери)             | 4:0                  |
| 1975 | «Динамо» (Кишинів)          | «Енергетик» (Дубоссари)       | 5:2                  |
| 1976 | «Будівельник» (Тирасполь)   | «Урожай» (Єдинці)             | 1:0                  |
| 1977 | «Гренічерул» (Глодяни)      | «Будівельник» (Тирасполь)     | 2:0                  |
| 1978 | Команда КСГІ                | «Автомобіліст» (Бєльці)       | 2:0                  |
| 1979 | «Колос» (Пеленія)           | «Колос» (Слободзея)           | 4:2                  |
| 1980 | «Гренічерул» (Глодяни)      | «Чайка» (Бендери)             | 4:1                  |
| 1981 | Турнір не проводився        | Турнір не проводився          | Турнір не проводився |
| 1982 | Турнір не проводився        | Турнір не проводився          | Турнір не проводився |
| 1983 | Турнір не проводився        | Турнір не проводився          | Турнір не проводився |
| 1984 | «Луч» (Сороки)              | «Текстильник» (Тирасполь)     | 2:0                  |
| 1985 | «Текстильник» (Тирасполь)   | «Іскра» (Рибниця)             | 1:1 (п/п 4:2)        |
| 1986 | «Будівельник» (Фалешти)     | «Текстильник-2» (Тирасполь)   | 1:0                  |
| 1987 | «Будівельник» (Фалешти)     | «Пластик» (Тирасполь)         | 4:1                  |
| 1988 | «Тигина» (Бендери)          | «Кристал» (Фалешти)           | 7:0                  |
| 1989 | «Тигина-2» (Бендери)        | «Кристал» (Фалешти)           | 4:3 (дод. час)       |
| 1990 | «Молдавгідромаш» (Кишинів)  | «Кристал» (Фалешти)           | 1:0                  |
| 1991 | «Молдова» (Нові Боросяни)   | «Конструкторул» (Кишинів)     | 2:0                  |